# Доронина, Елена Анатольевна
Еле́на Анато́льевна Доро́нина (14 августа 1981, Москва) — российская бобслеистка, разгоняющая, выступала за сборную России с 2004 года по 2010-й. Участница зимних Олимпийских игр в Ванкувере, обладательница серебряной и бронзовой медалей национального первенства, серебряная призёрша Кубка России. Мастер спорта международного класса.

## Биография
Елена Доронина родилась 14 августа 1981 года в Москве, уже в возрасте десяти лет стала задумываться о спортивной карьере и поступила в детско-юношескую спортивную школу. В 2004 году решила попробовать себя в бобслее, прошла отбор в женскую национальную команду и присоединилась к ней в качестве разгоняющей. Уже в дебютном сезоне на чемпионате России завоевала бронзовую медаль в двойках и серебряную в четвёрках. В следующем году выиграла серебро на Кубке России. В феврале 2008 года показала свой лучший результат на Кубке мира, приехав четвёртой на этапе в немецком Кёнигсзее.
Благодаря череде успешных выступлений удостоилась права защищать честь страны на Олимпийских играх в Ванкувере, вместе с рулевой Анастасией Скулкиной боролась за медали в зачёте двухместных экипажей, но по итогам всех заездов оказалась лишь девятой. Конкуренция в сборной сильно возросла, поэтому вскоре после этих соревнований Елена Доронина приняла решение завершить карьеру профессиональной спортсменки, уступив место молодым российским разгоняющим. Представляла спортивный клуб вооружённых сил РФ, ЦСКА, ЭШВСМ и город Москву. Тренер — заслуженный тренер СССР А. М. Шредерс.